# Energia renovável no Brasil

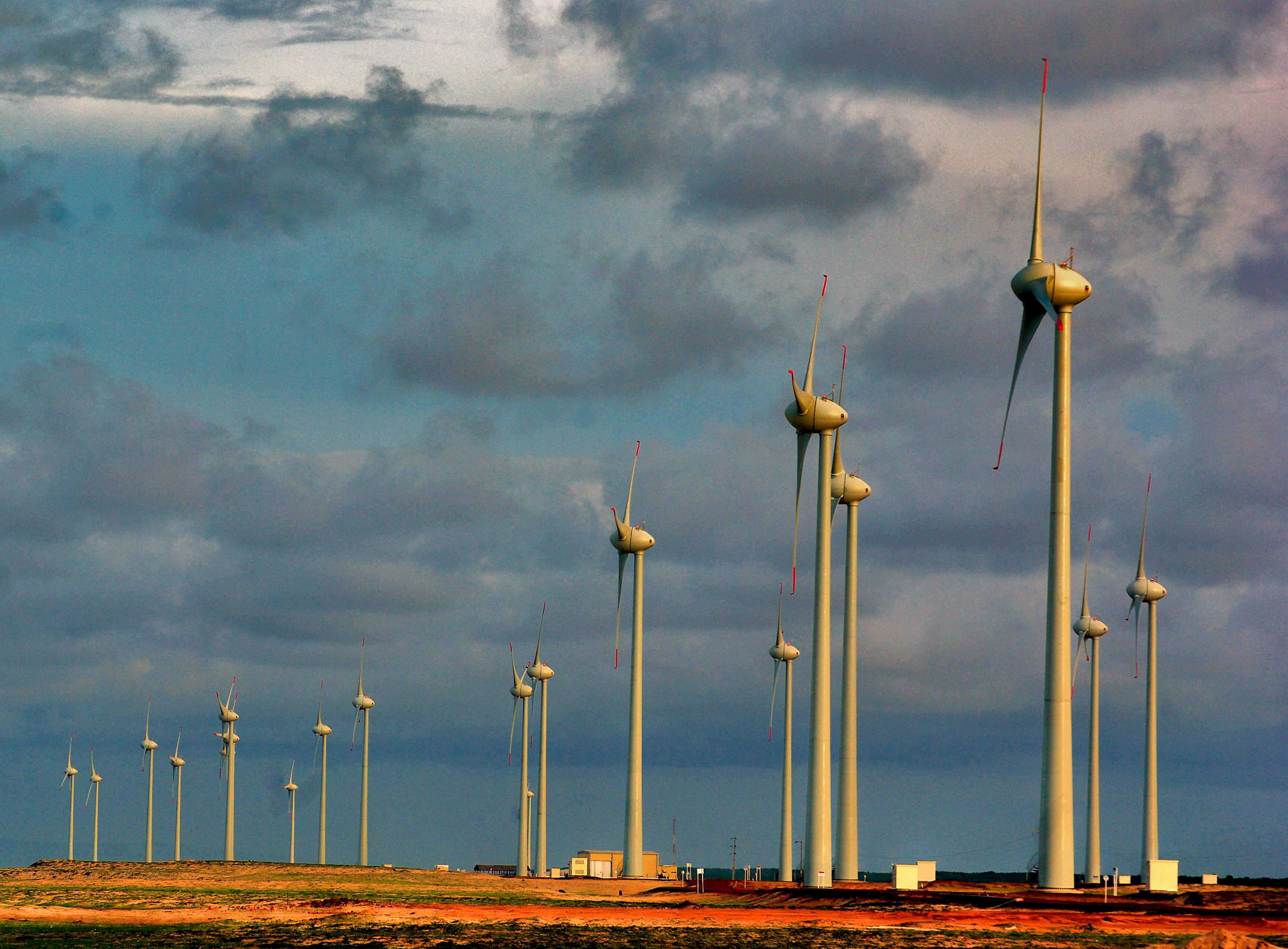
Parque eólico em Parnaíba, Piauí.

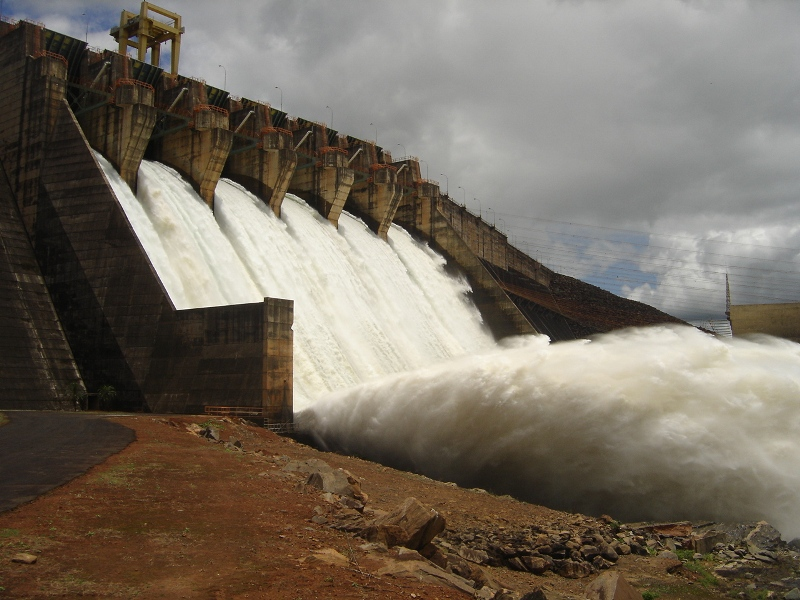
Usina Hidrelétrica de Itumbiara, em Araporã, localizada no Médio Paranaíba.

As energias renováveis no Brasil representaram mais de 84% da energia elétrica produzida internamente e utilizada no Brasil, segundo dados da ANEEL. Após os choques do petróleo de 1970, o Brasil passou a se concentrar no desenvolvimento de fontes alternativas de energia, principalmente o etanol. Suas grandes fazendas de cana-de-açúcar ajudaram muito nesse processo. No ano de 1985, 91% dos carros produzidos funcionavam em etanol de cana. Hoje, o país manteve o índice. Esta é uma grande conquista, considerando que outros países no mundo ainda dependem muito do petróleo.
O Brasil realizou o seu primeiro leilão de energia eólica em 2009, em um movimento para diversificar a sua matriz de energia. As empresas estrangeiras estão se esforçando para participar. No início desta década, uma grande seca no Brasil limitou água às barragens hidroelétricas do país, causando uma grave escassez de energia. A crise, que devastou a economia do país e levou ao racionamento de energia elétrica, ressaltou a necessidade premente do país em diversificar suas fontes de energia. A licitação deve levar à construção de dois gigawatts de produção de energia eólica com um investimento de cerca de US$ 6 bilhões, nos próximos dois anos. O Brasil dispõe da hidroeletricidade para mais de 3/4 de sua matriz energética, mas as autoridades estão incentivando as energias de biomassa e eólica como alternativas primárias. O maior potencial de energia eólica no Brasil é durante a estação seca, por isso esse tipo de energia é excelente contra a baixa pluviosidade e a distribuição geográfica dos recursos hídricos existentes no país. O potencial técnico do Brasil para a energia eólica é de 300 gigawatts. A Associação Brasileira de Energia Eólica (Abeeólica) e o governo definiram uma meta de alcançar mais de 20 gigawatts de capacidade de energia eólica até 2020. A indústria espera que o leilão  ajude a lançar o setor da energia eólica, que já responde por 70% do total em toda a América Latina. Em 2012, o setor cresceu, conquistando dois pontos percentuais na matriz energética, empatando com a energia termoelétrica. Segundo a presidente da Abeeólica, Elbia Melo, a previsão para 2016 é de que a fonte eólica representasse 5,5% da matriz elétrica brasileira.
No final de 2021, O Brasil tinha, em energia elétrica renovável instalada, 109 426 MW em energia hidroelétrica (2º maior do mundo), 21 161 MW em energia eólica (7º maior do mundo), 13 055 MW em energia solar (14º maior do mundo), e 15 883 MW em biomassa (2º maior do mundo). A previsão é de que a energia eólica chegue a mais de 33 GW em 2026 , e deve responder por 13,6% da matriz energética do Brasil até 2025; já a energia solar deve chegar a 25 GW já em 2023  e deve responder por 17% da matriz energética do Brasil até 2031.
Na década de 2020, as fontes de energia renováveis do país poderão ser usadas na produção do chamado "hidrogênio verde".

## Tipos

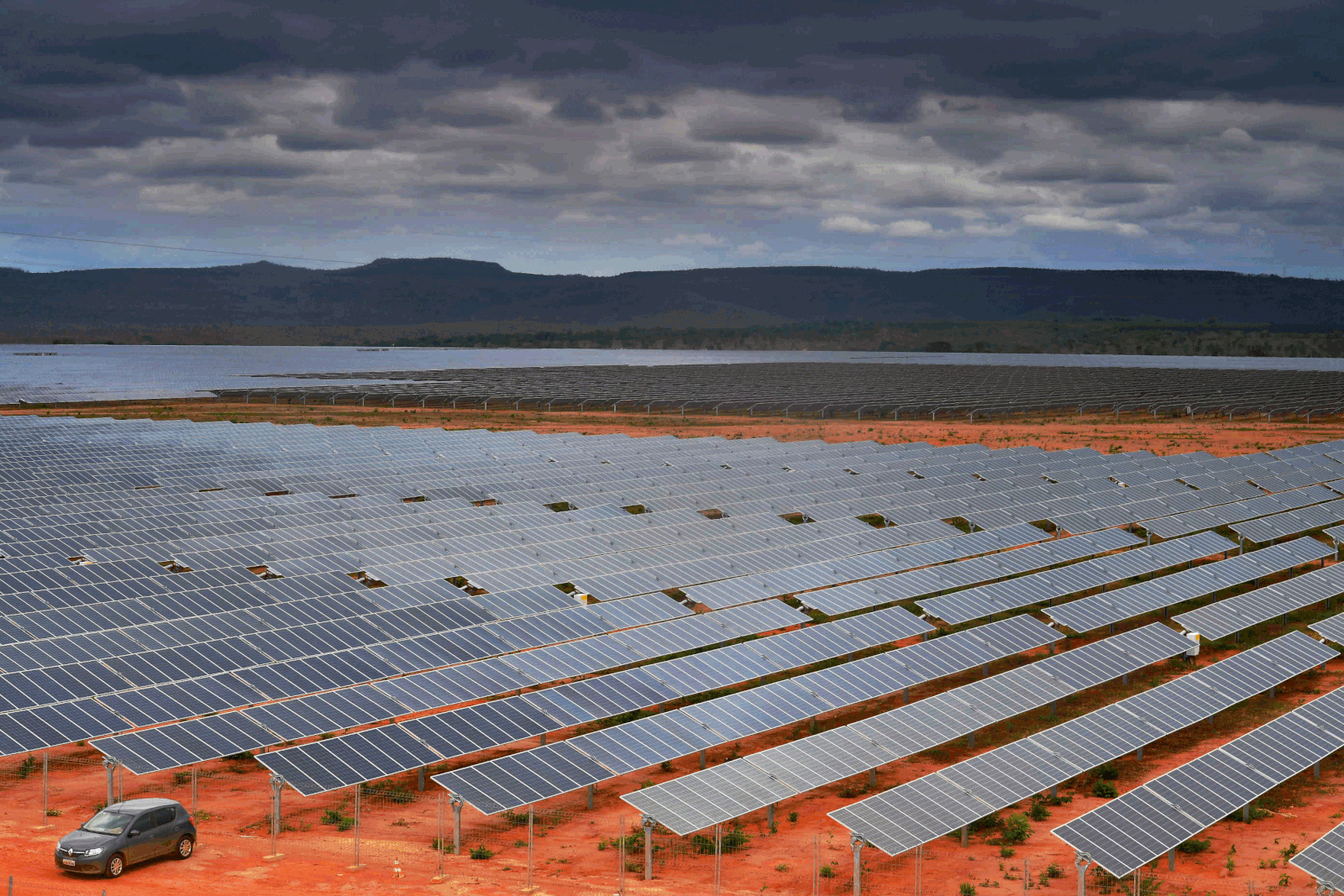
Complexo Solar de Pirapora, maior do Brasil e da América Latina com capacidade de 321 MW.

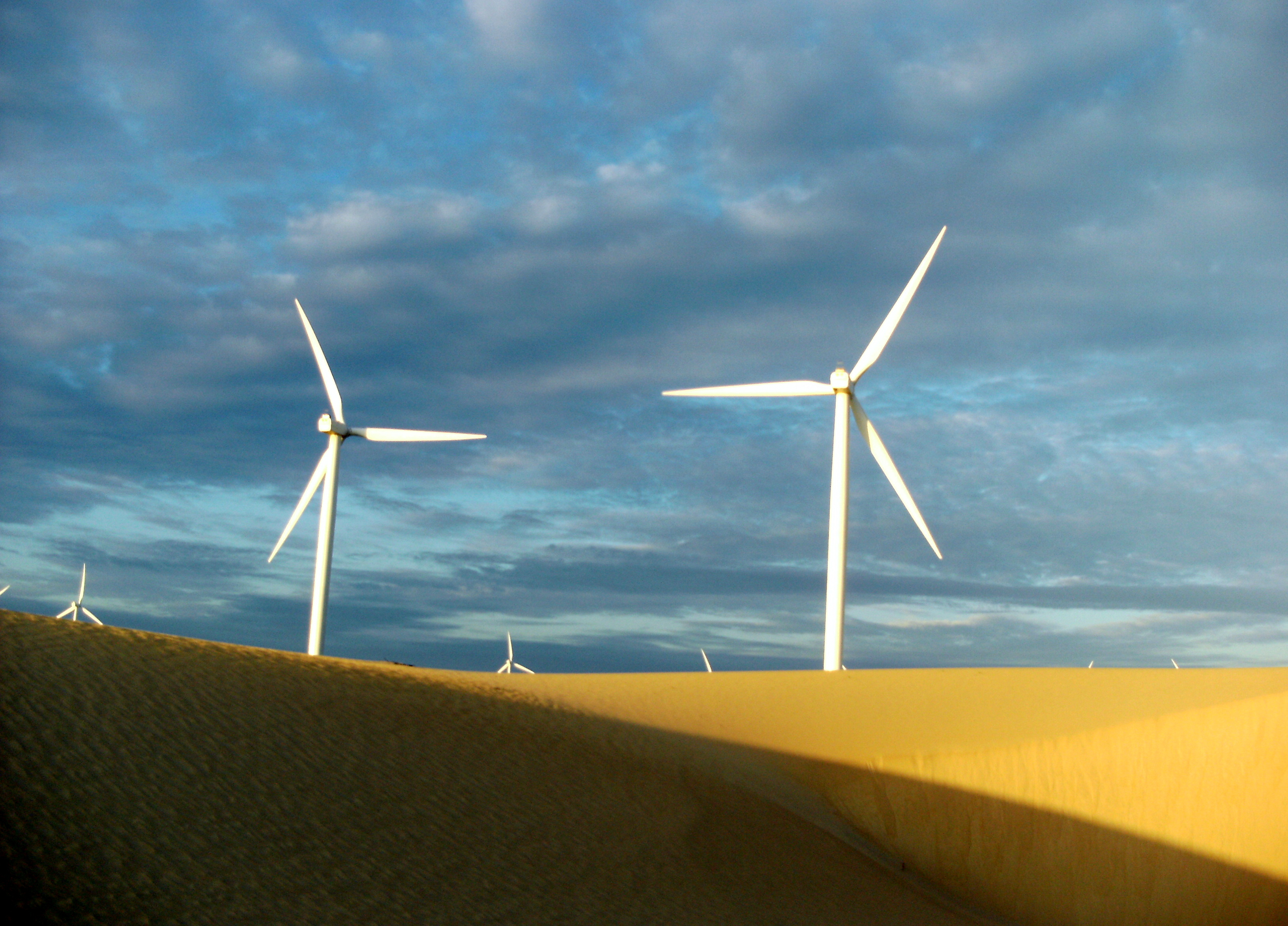
Parque eólico em Caucaia, Ceará.

### Solar
Em agosto de 2011 foi inaugurada no município de Tauá, no sertão do Ceará, a MPX Tauá, primeira usina solar fotovoltaica a gerar eletricidade em escala comercial no Brasil. A usina tem capacidade inicial de geração de 1 megawatt.  Foi construída e é operada pela empresa MPX, do grupo EBX do empresário Eike Batista.
Em dezembro de 2020, o Brasil tinha 7,9 GW de capacidade instalada de geração de energia solar, com 4,5 GW de energia solar distribuída, 2,3 GW na Região Nordeste e 1,0 GW na Região Sudeste. Há planos de construção e ampliação do sistema, com mais usinas já em construção ou concedidas.
Em abril de 2022, o país chegou a 15 GW de capacidade instalada. Em 2021 o Brasil era o 14° país do mundo em termos de potência instalada de energia solar (13 GW).
Os principais produtores de energia solar no Brasil, em maio de 2022, em termos de usinas solares instaladas, eram: Bahia, com 1.354 MW e 44 parques; Piauí, com 1.205 MW e 33 parques; Minas Gerais, com 730 MW e 37 parques; São Paulo, com 588 MW e 35 parques; Ceará, com 499 MW e 21 parques; Pernambuco, com 315 MW e 21 parques; Rio Grande do Norte, com 261 MW e 15 parques; e Paraíba, com 166 MW e 10 parques. O Brasil totalizava 5,18 GW em energia solar instalada em usinas solares nesta época. Já na geração descentralizada, ou seja, na auto-geração, ou também chamada micro e minigeração distribuída, o Brasil atingiu 10 GW de energia solar instalada em março de 2022, onde se destacavam Minas Gerais com 1,73 GW, São Paulo com 1,29 GW e Rio Grande do Sul com 1,17 GW deste total.. Com ambos somados, chegava-se à marca de mais de 15 GW de energia solar instalada no país em maio de 2022.

### Eólica
A energia eólica no Brasil tinha a capacidade instalada de geração de um pouco mais de 25 MW em 2005, e chegou a marca de 4,5 GW em 2014 com 181 parques eólicos instalados.  Em Janeiro de 2020 chegou a marca de 15,3 GW de capacidade instalada. Em dezembro de 2020, a capacidade eólica total instalada no Brasil era de 16,9 GW, com 14,4 GW na Região Nordeste e 2,0 GW na Região Sul.
Em 2019 encontrava-se na 8ª posição no ranking dos países com maior produção de energia eólica. Para compararmos, tinha capacidade de 1.000 MW em agosto de 2011, suficiente para abastecer uma cidade de cerca de 400 mil residências. O potencial bruto de recursos eólicos do Brasil é estimado em cerca de 522 GW (isto, apenas na instalação em terra, ignorando as usinas eólicas que também podem ser instaladas no mar), energia suficiente para atender o triplo da demanda atual do país.
Em janeiro de 2022, o país chegou a 21 GW de capacidade instalada. Em 2021 o Brasil era o 7° país do mundo em termos de potência instalada de energia eólica (21 GW).
Os principais produtores de energia eólica no Brasil, em maio de 2022, eram: Rio Grande do Norte, com 6.764 MW e 222 parques; Bahia, com 6.011 MW e 230 parques; Ceará, com 2.506 MW e 99 parques; Piauí, com 2.437 MW e 83 parques; Rio Grande do Sul, com 1.835 MW e 81 parques; Pernambuco, com 899 MW e 37 parques; Paraíba, com 628 MW e 30 parques; Maranhão, com 426 MW e 16 parques, e Santa Catarina, com 250 MW e 18 parques.

### Hidroelétrica

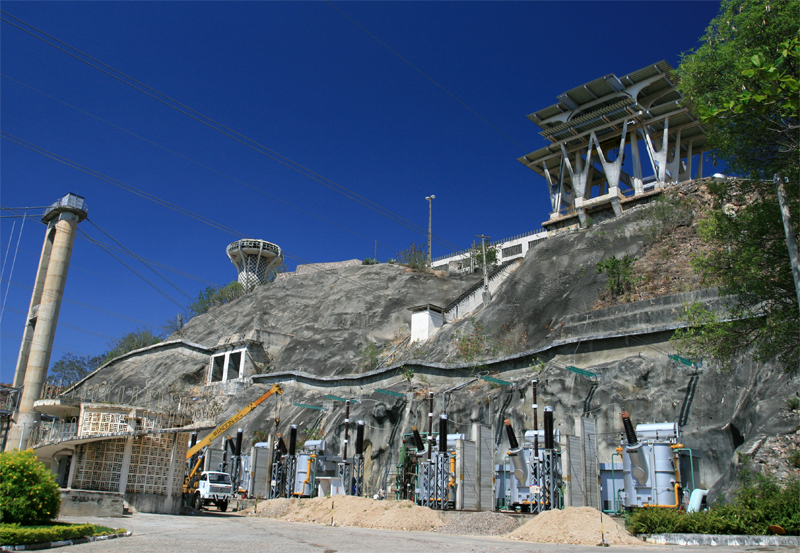
Complexo Hidrelétrico de Paulo Afonso, no Rio São Francisco, é algumas das usinas operadas pela Complexo Hidrelétrico de Paulo Afonso (CHESF).

O Brasil é um dos principais produtores mundiais de energia hidrelétrica. Em 2019, o Brasil contava com 217 usinas hidrelétricas em operação, com capacidade instalada de 98.581 MW, 60,16% da geração de energia do país.  Na geração total de eletricidade, em 2019 o Brasil atingiu 170.000 megawatts de capacidade instalada, mais de 75% de fontes renováveis (a maioria, hidrelétricas). O Brasil é um dos 5 maiores produtores de energia hidrelétrica do mundo (2o lugar em 2017).
No final de 2021, o país chegou a 109 GW de capacidade instalada, sendo o 2° país do mundo em termos de potência instalada.
Os principais produtores de energia hidroelétrica no Brasil, em maio de 2022, eram: Pará, com 22,3 GW instalados; Paraná, com 15,5 GW; São Paulo, com 14,8 GW; Minas Gerais, com 13,5 GW; Rondônia, com 7,7 GW; Goiás, com 5,8 GW; Bahia, com 5,7 GW; Rio Grande do Sul, com 5,5 GW; Santa Catarina, com 3,4 GW; Sergipe, com 3,1 GW; Mato Grosso, com 2,9 GW, e Tocantins, com 1,8 GW.
As hidrelétricas dependem das águas dos rios em níveis adequados em suas represas para gerar energia. A falta de chuvas, de investimentos e aumento do consumo resultou em racionalização de energia elétrica, conhecido como apagão, nos anos 2001 e 2002. A construção de novas usinas hidrelétricas significa impactos ambientais como grandes áreas que são inundadas, alterando o ecossistema.
Tentar não usar muita energia durante o horário de pico, entre 18 e 21 horas, é necessário para evitar a necessidade de construir novas centrais de energia e linhas de transmissão só para atender a demanda nesse período. Novas barragens causam elevados custos sociais e ambientais devido à inundação da terra e pela destruição dos habitats de animais, plantas e comunidades inteiras que, muitas vezes, não são compensadas (reassentamento ou indenização). Grandes usinas hidrelétricas inundam imensas áreas de florestas e emitem grandes quantidades de metano para a atmosfera. Só existe desenvolvimento sustentável com energia vinda de novas fontes renováveis. Pequenas hidrelétricas podem produzir energia de forma descentralizada, com impacto ambiental reduzido. Essa opção pode ser implementada em várias regiões do país fazendo uso de cascatas naturais. Muitos agricultores brasileiros escolheram esta forma de produção de energia hidrelétrica.

#### Itaipu

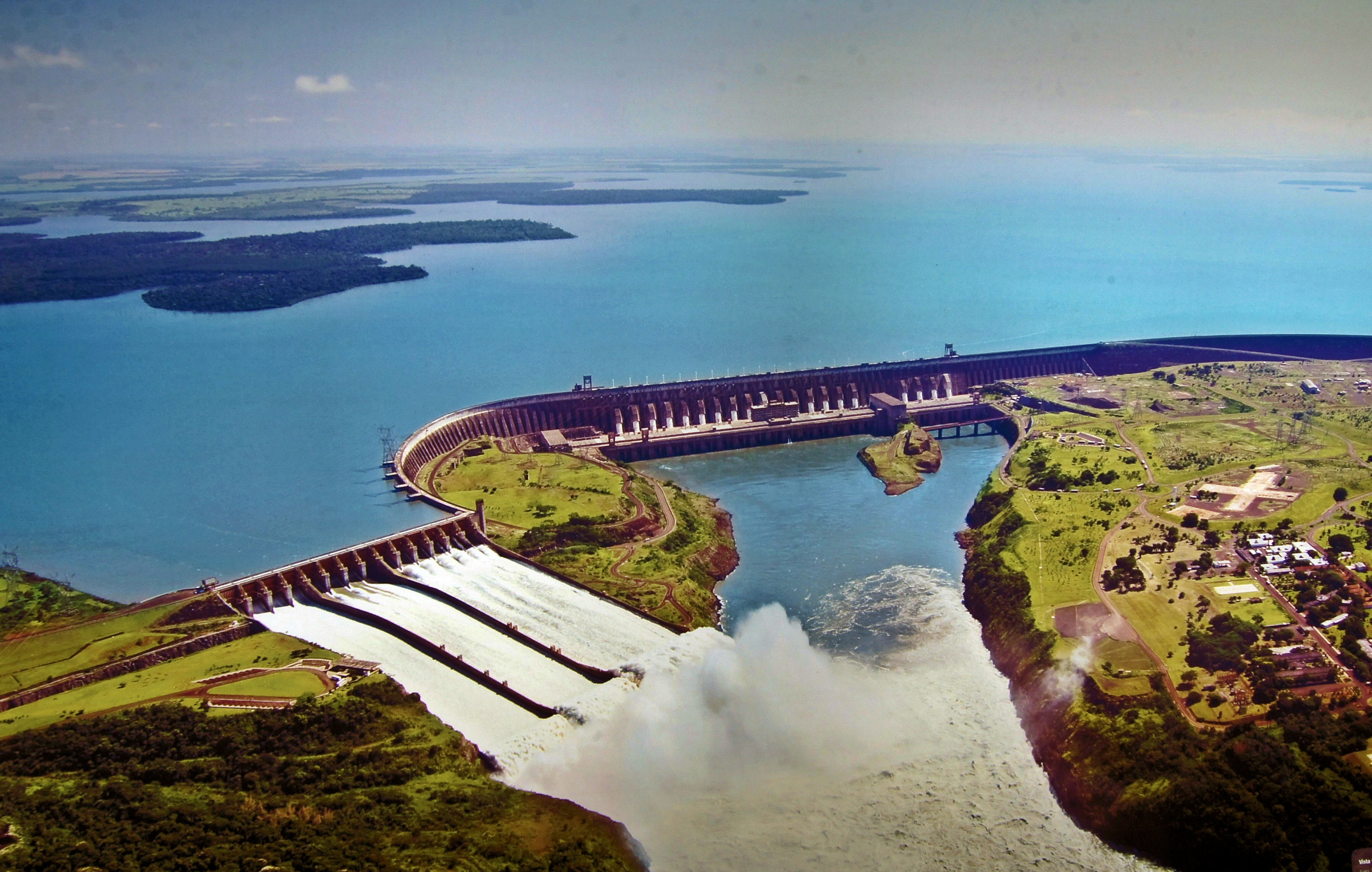
Usina Hidrelétrica de Itaipu

Construída em 1974 sobre o Rio Paraná, que divide Brasil e o Paraguai, a Itaipu é, atualmente, a segunda maior usina hidrelétrica do mundo em geração de energia. Com vinte unidades geradoras e 14.000 MW de potência instalada, fornece 16,4% da energia consumida no Brasil e abastece 71,3% do consumo paraguaio. Resultado de intensas negociações entre o Brasil e o Paraguai, a construção da usina foi iniciada ainda na década de 1960. Em 26 de abril de 1973 foi assinado o Tratado de Itaipu, instrumento legal para o aproveitamento do potencial hidráulico do Rio Paraná. Em maio de 1974 foi criada a empresa Itaipu Binacional, para construir e gerenciar a usina. A segunda maior hidrelétrica do mundo em geração de energia é também promotora do mais abrangente programa de cuidado com as águas em desenvolvimento no Brasil: o Cultivando Água Boa. Criado em 2003, o programa forma uma rede de proteção dos recursos da Bacia Hidrográfica do Paraná III, localizada no oeste do Paraná e sul do Mato Grosso do Sul, na confluência dos rios Paraná e Iguaçu.
Atualmente, são desenvolvidos 20 programas e 63 ações que vão desde a recuperação de microbacias e a proteção das matas ciliares e da biodiversidade, até a disseminação de valores e saberes que contribuem para a formação de cidadãos dentro da concepção da ética do cuidado e do respeito com o meio ambiente. Comprometida com o desenvolvimento sustentável, a Itaipu mantém desde 2008 a Plataforma Itaipu de Energias Renováveis. Fisicamente instalada no Parque Tecnológico Itaipu (PTI), em Foz do Iguaçu (PR), a iniciativa se soma a um conjunto ações para promover a eficiência energética regional e o desenvolvimento sustentável a partir do emprego das energias solar, eólica, biomassa e hidráulica.
 

### Biocombustíveis

#### Etanol

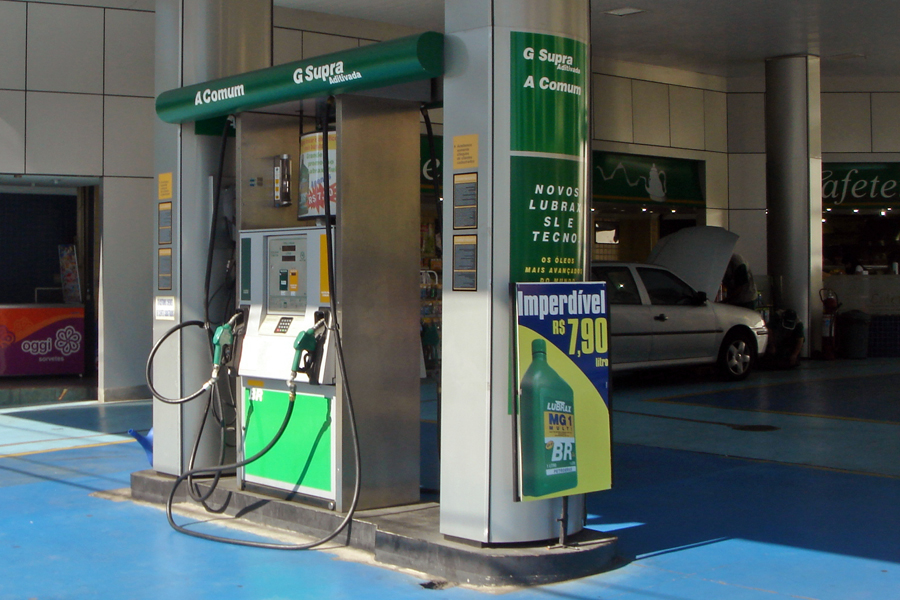
O álcool está disponível em todos os postos do país. Posto típico da Petrobras em São Paulo, com fornecimento de álcool (marcado A) e gasolina comum (marcada G).

Programa de etanol do Brasil começou em 1975, quando a crise do petróleo abalou a economia brasileira. Em resposta, os governantes militares do país lançaram um esforço para libertar-se do petróleo estrangeiro, que então representava quase 90% do consumo de petróleo do país, através do desenvolvimento de combustíveis inovadores. O álcool combustível (etanol), feito de cana-de-açúcar, foi um candidato óbvio, dada quantidade quase infinita do Brasil de terras agricultáveis e de clima favorável.
A maioria dos carros em funcionamento hoje no Brasil funcionam com misturas de até 25% de etanol e fabricantes de automóveis já produzem veículos concebidos para funcionar em misturas de etanol muito mais elevadas. Várias empresas automobilísticas vendem "automóveis flex", que podem usar gasolina e misturas de etanol variando de gasolina pura até 85% de etanol (E85). Em 2009, 90% dos carros produzidos funcionavam com etanol.
O Brasil é um dos maiores produtores de etanol do mundo e é o maior exportador do combustível. Em 2008, o Brasil produziu 454.000 barris/dia de etanol, contra 365.000 em 2007. Toda a gasolina no Brasil contém etanol, misturada com níveis variando de 20-25%. Mais da metade de todos os carros no país são do tipo flex-fuel, o que significa que podem funcionar com cem por cento de etanol ou com uma mistura de etanol e gasolina. Segundo a Agência Nacional do Petróleo, Gás Natural e Biocombustíveis (ANP), o Brasil também produziu cerca de 20.000 barris/dia de biodiesel em 2008 e a agência adotou um requisito de três por cento de mistura de vendas de diesel doméstico.
A importância do etanol no do mercado doméstico de transporte de combustíveis brasileiro só vai aumentar no futuro. Segundo a Petrobras, o etanol é responsável por mais de 50% da demanda atual de combustíveis de veículos leves e a empresa espera que aumente para mais de 80% em 2020. Como a produção de etanol continua a crescer mais rapidamente do que a demanda interna, o Brasil tem procurado aumentar as exportações de etanol. De acordo com fontes do setor, as exportações de etanol no Brasil atingiu 86.000 barris/dia em 2008, com 13.000 barris/dia para os Estados Unidos. O Brasil é o maior exportador de etanol do mundo, controlando mais de 90% do mercado mundial de exportação.
Desde 2014, o Brasil produz etanol celulósico (etanol "2G" ou de "segunda geração").

#### Biodiesel
O país tem várias usinas de biodiesel  e promove pesquisas para desenvolver novos métodos de produção com diversas matérias-primas. São realizados estudos e experiências para o uso de gordura animal, escuma (material gorduroso retirado de esgoto), e cianobactérias (algas azuis). Plantas oleaginosas são as matérias-primas mais usadas. O biodiesel produzido destas fontes é um éster, enquanto que, o produzido de açúcares é um hidrocarboneto (como o diesel derivado do petróleo) porém, tendo origem vegetal.

#### Biogasolina
"Biogasolina", designa um biocombustível composto de hidrocarbonetos vegetais, que substitui perfeitamente a gasolina "convencional" derivada do petróleo. Açúcares, algas e celulose são usados na sua produção. A FURB desenvolveu um projeto piloto com o intuito de produzir biogasolina em grande escala e custos acessíveis.

### Biomassa

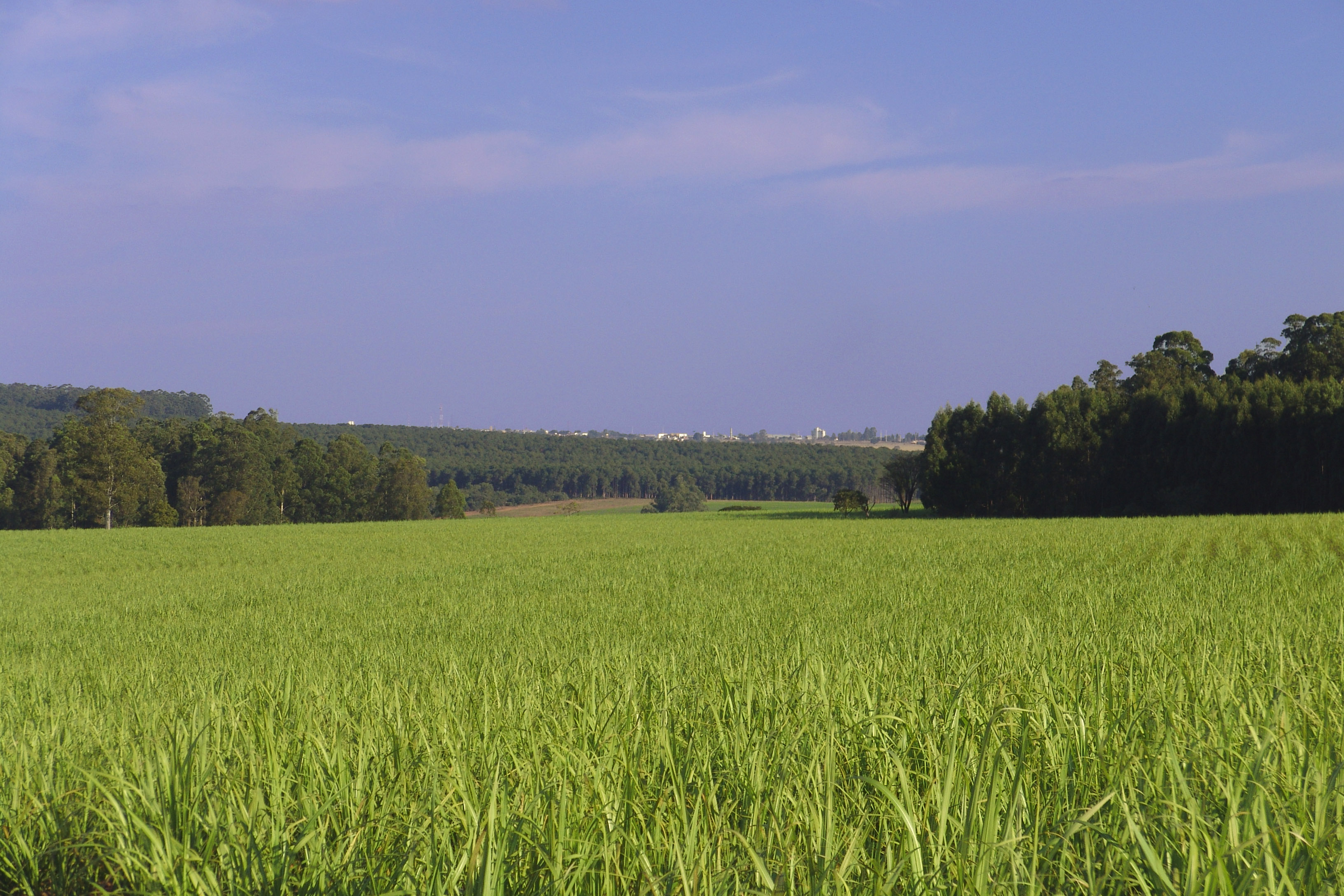
Plantação de cana-de-açúcar em Avaré, no estado de São Paulo, restos de cana são utilizados para produção de energia de biomassa.

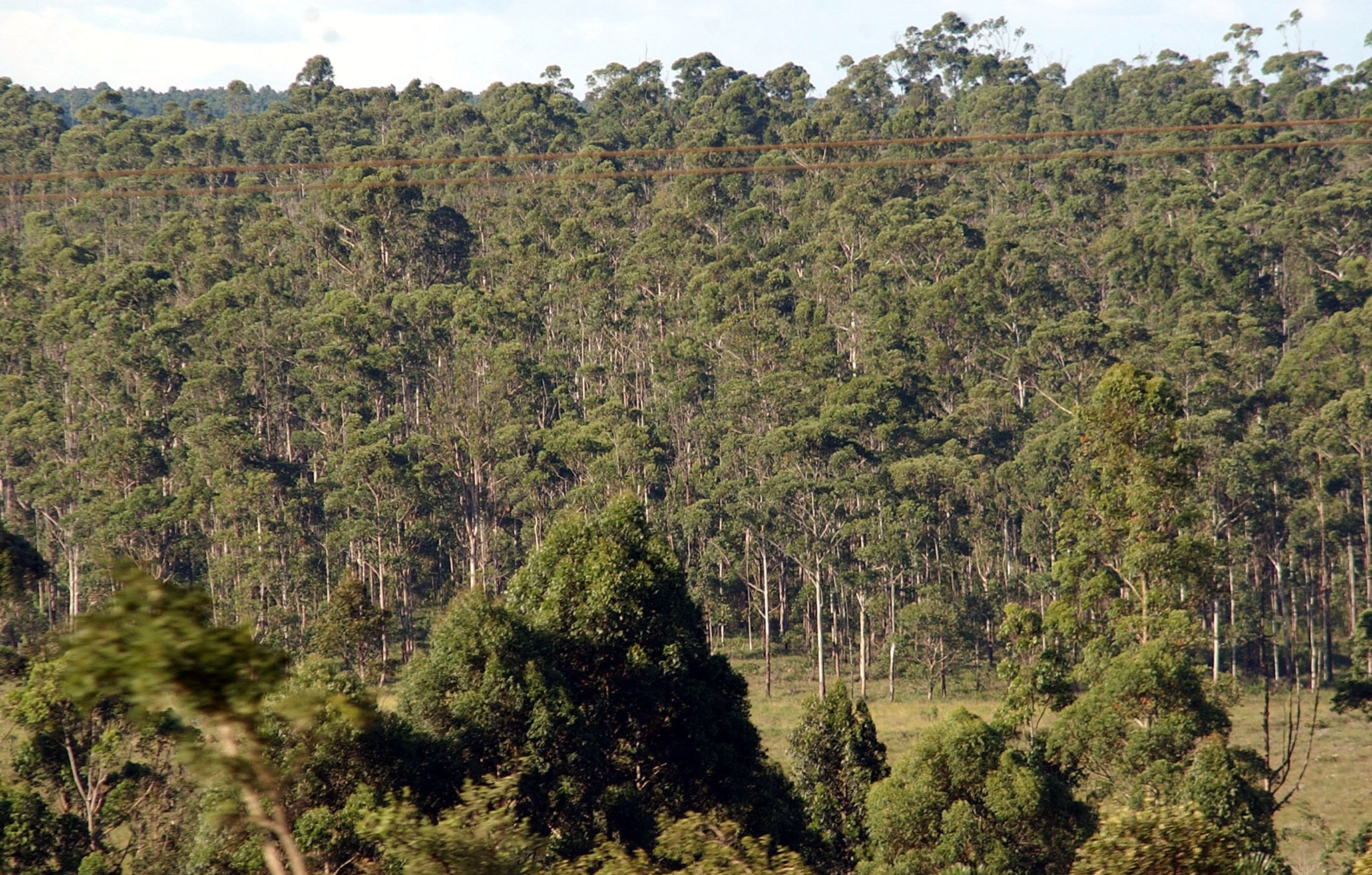
Eucalipto no estado do Espírito Santo, restos da árvore são reutilizadas para geração de energia de biomassa.

A biomassa é uma fonte de energia limpa utilizada no Brasil. Ela reduz a poluição ambiental, pois utiliza lixo orgânico, restos agrícolas, aparas de madeira ou óleo vegetal para produzir energia. Restos de cana, com seu alto valor energético, têm sido utilizados para produzir eletricidade. Mais de 1 milhão de pessoas no país atuam na produção de biomassa e esta energia representa 8.4% da matriz energética do Brasil.
No final de 2021, o país chegou a 15,8 GW de capacidade instalada, sendo o 2° país do mundo em termos de potência instalada.
O recente interesse na conversão de biomassa em eletricidade vem não só do seu potencial como do seu baixo custo, o fornecimento de energia para comunidades indígenas, mas também por seu potencial de benefícios ambientais e de desenvolvimento. Por exemplo, a biomassa pode ser uma opção de mitigação global importante para reduzir a taxa de acúmulo de CO2 por sequestro de carbono e por permitir deixar de utilizar combustíveis fósseis. o crescimento renovável de biomassa contribui com apenas uma pequena quantidade de carbono para a atmosfera. Localmente, as plantações podem reduzir a erosão do solo, fornecem um meio para restaurar áreas degradadas, a neutralização de emissões e os impactos locais de geração de energia fóssil e, talvez, reduzir as exigências sobre as florestas existentes. Além do poder direto e os benefícios ambientais, sistemas de energia de biomassa oferecem vários outros benefícios, especialmente para os países em desenvolvimento, como o Brasil. Alguns destes benefícios incluem emprego para mão-de-obra subutilizada e a produção de co-produtos e subprodutos, por exemplo, lenha.
Quase todas as experiências com biomassa para geração de energia são baseadas na utilização de resíduos e de resíduos de combustíveis (principalmente madeira/resíduos de madeira e resíduos agrícolas). Por exemplo, a escassez de petróleo durante a II Guerra Mundial, levou o governo a estimular intensamente o uso do equipamento gasogênio nos automóveis, para produzir o combustível gás pobre a partir de madeira ou carvão.
A produção de energia eléctrica a partir de madeira é uma tecnologia emergente, com grandes chances de sucesso. No entanto, o uso comercial de plantações para geração de energia é limitada a algumas experiências isoladas. Madeira proveniente de plantações não é uma matéria-prima da energia barata e enquanto os preços mundiais de carvão, petróleo e gás forem relativamente baixos, o estabelecimento de plantações dedicadas ao fornecimento de energia elétrica ou outras formas superiores de energia só ocorrerá quando os subsídios financeiros ou incentivos existentes em outras fontes de energia não estiverem mais disponíveis.
As plantações de biomassa são fornecedores de energia em uma base comercial, como ocorre no Brasil, nas Filipinas e na Suécia, ela pode ser demonstrada que uma combinação de políticas governamentais e/ou alta dos preços da energia convencional, têm estimulado o uso de plantações de curta rotação para a energia. O Brasil utilizou incentivos fiscais a partir de meados da década de 1960 para iniciar um programa de reflorestamento para fornecer a energia de madeira industrial e produtos de madeira. Como consequência dos incentivos fiscais favoráveis do Código Florestal Brasileiro, a área de florestas plantadas no Brasil aumentou de 470.000 hectares para 6,5 milhões de hectares até 1993. Com a suspensão dos incentivos fiscais em 1988, o estabelecimento de plantações no Brasil diminuiu, embora a viabilidade comercial da utilização do eucalipto para a energia e outros produtos tem sido demonstrada claramente.